# Tellina
Tellina — рід морських двостулкових молюсків ряду Венероїдні (Veneroida).

## Види
- Tellina aequistriata(інші мови) Say(інші мови), 1824
- Tellina agilis(інші мови) Stimpson, 1857
- Tellina alerta(інші мови) Boss, 1964
- Tellina alternata(інші мови) Say(інші мови), 1822
- Tellina americana(інші мови) Dall, 1900
- Tellina amianta(інші мови) Dall, 1900
- Tellina angulosa(інші мови) Gmelin, 1791
- Tellina bodegensis(інші мови) Hinds, 1845
- Tellina brevirostris(інші мови) Deshayes, 1855
- Tellina candeana(інші мови) D'Orbigny, 1842
- Tellina carpenteri(інші мови) Dall, 1900
- Tellina cerrosiana(інші мови) Dall, 1900
- Tellina charlottae(інші мови) E.A. Smith(інші мови), 1885
- Tellina coani(інші мови) Keen, 1971
- Tellina colorata(інші мови) Dall, 1900
- Tellina consobrina(інші мови) D'Orbigny, 1842
- Tellina cristallina(інші мови) Spengler(інші мови), 1798
- Tellina cumingii(інші мови) Hanley(інші мови), 1844
- Tellina diantha(інші мови) Boss, 1964
- Tellina donacina(інші мови)
- Tellina edgari Iredale, 1915
- Tellina elucens(інші мови) Mighels, 1845
- Tellina eugonia(інші мови) Suter, 1913
- Tellina euvitrea(інші мови) Boss, 1964
- Tellina exerythra(інші мови) Boss, 1964
- Tellina fabula(інші мови) Gmelin, 1791
- Tellina fausta(інші мови) Pulteney, 1799
- Tellina flucigera(інші мови) Dall, 1908
- Tellina gaimardi(інші мови) Iredale, 1915
- Tellina gibber(інші мови) von Ihering, 1907
- Tellina gouldii(інші мови) Hanley(інші мови), 1846
- Tellina guildingii(інші мови) Hanley(інші мови), 1844
- Tellina huttoni E.A. Smith(інші мови), 1885
- Tellina idae(інші мови) Dall, 1891
- Tellina inaequistriata(інші мови) Donovan, 1802
- Tellina iris(інші мови) Say(інші мови), 1822: rainbow tellin
- Tellina juttingae(інші мови) Altena, 1965: jutting tellin
- Tellina laevigata(інші мови) Linnaeus, 1758
- Tellina lamellata(інші мови) Carpenter, 1855
- Tellina lineata(інші мови) Turton, 1819
- Tellina linguafelis(інші мови) Linnaeus, 1758
- Tellina listeri(інші мови) Röding(інші мови), 1798
- Tellina lutea  Wood, 1828
- Tellina magna Spengler(інші мови), 1798
- Tellina martinicensis D'Orbigny, 1842
- Tellina mera Say(інші мови), 1834
- Tellina meropsis Dall, 1900
- Tellina modesta (Carpenter, 1864)
- Tellina nicoyana Hertlein & Strong, 1949
- Tellina nuculoides (Reeve(інші мови), 1854): salmon tellin
- Tellina oahuana(інші мови)
- Tellina ochracea(інші мови) Carpenter, 1864
- Tellina oligoscissulata Jung, 1969
- Tellina pacifica(інші мови) Dall, 1900
- Tellina paramera(інші мови) Boss, 1964
- Tellina persica(інші мови) Dall and Simpson, 1901
- Tellina pristiphora(інші мови) Dall, 1900
- Tellina probina(інші мови) Boss, 1964
- Tellina proclivis(інші мови) Hertlein(інші мови) and Strong, 1949
- Tellina prora(інші мови) Hanley(інші мови), 1844
- Tellina punicea(інші мови) Born, 1778
- Tellina pygmaea(інші мови)
- Tellina radiata(інші мови) Linnaeus, 1758
- Tellina reclusa(інші мови) Dall, 1900
- Tellina recurvata(інші мови) Hertlein(інші мови) and Strong, 1949
- Tellina rickettsi(інші мови) Coan & Valentich-Scott, 2010
- Tellina rubescens(інші мови) Hanley(інші мови), 1844
- Tellina sadeghianae(інші мови) Coan & Valentich-Scott, 2010
- Tellina sandix(інші мови) Boss, 1968
- Tellina scobinata(інші мови) Linnaeus, 1758
- Tellina serrata(інші мови) Brocchi, 1814
- Tellina similis(інші мови) J. Sowerby, 1806
- Tellina simulans(інші мови) C. B. Adams, 1852
- Tellina spenceri(інші мови) Suter, 1907
- Tellina squamifera(інші мови) Deshayes(інші мови), 1855
- Tellina steinbecki(інші мови) Coan & Valentich-Scott, 2010
- Tellina suberis Dall, 1900
- Tellina sybaritica(інші мови) Dall, 1881
- Tellina tabogensis(інші мови) Salisbury, 1934
- Tellina tampaensis(інші мови) Conrad, 1866
- Tellina tenella(інші мови) A. E. Verrill, 1874
- Tellina tenuis(інші мови)
- Tellina texana(інші мови) Dall, 1900
- Tellina variegata
- Tellina versicolor(інші мови) DeKay, 1843
- Tellina vespuciana(інші мови) (d'Orbigny, 1842)
- Tellina virgo(інші мови) Hanley(інші мови), 1844